# Plano mestre de produção
O Programa Mestre de Produção (PMP), Plano Mestre de Produção ou Planejamento Mestre da Produção  (do inglês master production schedule MPS –  é um documento que diz quanto de cada material acabado será produzido no período. Geralmente este período cobre normalmente de 30 a 90 dias e pode ser definido em dia, semana ou mês. Segundo Tubino, ele é encarregado de desmembrar o plano estratégico de longo prazo  em  planos específicos de produtos  acabados

## Informações necessárias para executar o Plano Mestre
O PMP faz o calculo das necessidades de produtos acabados, indicando a quantidade a ser produzida, bem como a data em que o produto deverá estar pronto. Para que esse plano tenha sentido é necessário considerar a capacidade de produção da empresa e a demanda venha das seguinte origens:
- Pedidos em carteira;
- Previsão de vendas;
- Estoque de segurança;
- Lote mínimo de produção;
- Estoque atuais de produto acabado.

A capacidade produtiva considerada, também conhecida como restrição de produção, deve vir da capacidade em horas ou peças dos gargalos do sistema produtivo. Portanto o nivelamento da demanda, contra essas restrições gera o PMP.  Esse plano é usado, além de definir o que produzir nos processos gargalos, para prever a data de atendimento da demanda e principalmente dirigir o Plano de Materiais-MRP. Com relação a capacidade de produção são necessários:
- Lista de linhas ou máquinas;
- turnos de trabalho;
- roteiro produtivo, incluindo tempo médio de produção;
- Eficiência;
- Matrizes de setup.

## Aplicação
Usado normalmente em produção repetitiva, onde existe uma cadeia de suprimento  importante e os tempos de processo sejam bem conhecidos. Importante é que exista claramente um gargalo identificado. Esse geralmente é localizado nas linhas de montagem final ou podem ser também em setores específicos como injeção de peças plásticas.

## Complexidade
Um Plano Mestre de Produção que compatibilize as necessidades de produção com a capacidade disponível pode-se revelar uma tarefa complexa, principalmente se os produtos envolvidos tiverem fluxo que se cruzem, ou seja, com a utilização do mesmo equipamento para diversos produtos. O processo manual é conduzido por tentativas, testando-se cada demanda contra a capacidade produtiva que ela exige. Portanto, trata-se de um processo  de simulação de planejamento.  podendo assim medir a quantidade de estoque gerado, o custo médio do produto fabricado e o número de pedidos atrasados, além de otimizar o fluxo produtivo para atender a demanda de vendas; 

## Sistemas para auxílio - APS
Alguns sistemas de APS conseguem resolver o problema aplicando algoritmos mais sofisticados de otimização. Esses algoritmos muitas vezes incluem  a aplicação de otimização matemática.
Alguns exemplos de empresas que fornecem sistema de MPS
- Sap: https://help.sap.com/viewer/3aab1d460bbd459a9ac3ff2724bc819c/6.00.31/en-US/6e50c353b677b44ce10000000a174cb4.html
- Oracle: https://docs.oracle.com/cd/E18727_01/doc.121/e15188/T478564T478850.htm#:~:text=Oracle%20MRP%20also%20plans%20any%20MRP%20planned%20items,the%20plan%20that%20is%20identical%20to%20the%20original.
- Totvs: https://www.totvs.com/blog/gestao-industrial/plano-mestre-de-producao/
- Seed: https://www.seed.com.br
- Microsoft: https://docs.microsoft.com/en-us/dynamics365/business-central/production-how-to-run-mps-and-mrp